# Vještičarstvo
Vještičarstvo ili vještičarenje je prema pučkom vjerovanju, predstavlja navodno korištenje natprirodnih sila i magijskih obreda s ciljem izazivanja štetnih djelovanja po druge ljude, stvari i životinje. Ženska osoba koja se bavi vještičarenjem naziva se vještica, dok je muška osoba poznata kao vještac. U srednjovjekovnoj Europi i ranoj novoj eri vjerovalo se da vještice nanose zlo zajednici uz pomoć saveza sa zlodusima i vragom. Na Zapadu je vještičarstvo uključivalo tajne noćne sastanke vještica na kojima se uživalo u kanibalizmu, orgijanju s vragom i prakticiranju crne magije. S vremenom je nastala panika i histerija vezana uz vještice što je dovelo do progona ljudi, osobito žena, koje su bivale optužene za zlokobno bavljenje magijom i vještičarenjem u cilju nanošenja zla nevinim ljudima. To je dovelo do iniciranja lova na vještice koji je bio djelatan ujedno u katoličkim i u protestantskim europskim zemljama, kao i u prekomorskim europskim kolonijama. Progoni ljudi optuženih za vještičarenje postupno su opali tijekom i nakon razdoblja prosvjetiteljstva, čime je vjerovanje u vještice bilo suzbijeno u zapadnom svijetu.
Vjerovanje u vještičarenje opstalo je u autohtonim kulturuma afričkog kontinenta, kao i na prostorima Latinske Amerike i Azije, gdje se i dalje događaju progoni ljudi optuženih za vještičarstvo koji često bivaju linčovani od strane svoje zajednice koja ih je odbacila i osudila.
U suvremeno doba u porastu je prakticiranje praksi poput proricanja, meditacije, vizualizacije i tehnika samopomoći koje se smatraju dijelom novopoganskih i New Age pokreta. Taj fenomen je prvenstveno zapadnjački i dio pop kulture. Jedan od takvih modernih poganskih tradicija je Wicca, koja je u nekim zemljama zadobila status religije.

## Progoni vještica
Intenzivniji progoni vještica počeli su sredinom 14. stoljeća, da bi eskalirali krajem 15. stoljeća i zahvatili gotovo čitavu Europu. Godine 1484. papa Inocent VIII. (1484. – 1492.) donio je papinsku bulu Summis desiderantes affectibus kojom je Crkva priznala postojanje vještica i odredila radnje usmjerene na njihovo suzbijanje. Bula je donesena na traženje dominikanskog inkvizitora Heinricha Kramera (1430. – 1505.) kojemu su lokalne vlasti u Njemačkoj odbijale pomoći u progonu vještica. Godine 1491. Sveučilište u Kölnu je izdalo upozorenje svima koji bi izrazili nevjericu u stvarnost vještičarstva, što je onda bilo temelj za optužbu za ometanje Inkvizicije". Tim činom su i vještičarstvo i nevjerica u postojanje istog postali hereza, čime je stvorena atmosfera paranoje, koja je pokrenula dotad neviđeni mehanizam progona ljudi, osobito žena, pod optužbom za vještičarenje.
Godine 1486. Heinrich Kramer i Jakob Sprenger (o. 1435. – 1495.) napisali su zloglasno djelo "Malj vještica" (Malleus maleficarum) u kojem se sustavno opisuje sve dotadašnje znanje o vješticama i magiji, s time da je središte narativa bilo prebačeno na ugovor s vragom što ga sklapa vještica koja zauzvrat stječe nadnaravne sposobnosti.
Suđenja optuženima za vještičarstvo bila su okrutna, jer je ispitivanje pratila tortura tijekom koje bi uhićeni naposljetku posustajali zbog nanesene boli i priznavali najnevjerojatnije događaje koje bi inkvizicija koristila kao dokaz da su optuženi doista vršili zle radnje, činili štetu ljudima i životinjama te sklapali saveze sa Sotonom i demonima kako bi zadobile natprirodne moći. Poslije tako dobivenog priznanja optuženici bi bili optuženi, najčešće na spaljivanje na lomači ili bi bili pogubljeni na neki drugi način, a potom njihovo tijelo bilo spaljeno na lomači.
Progoni i pogubljenja poprimili su s vremenom nevjerojatne razmjere, a bili su zastupljeni i u katoličkim i u protestanskim zemljama. Nadbiskup Triera je, između 1587. i 1593. godine, spalio 368 vještica, dok je ženevski biskup dao spaliti 500 navodnih vještica u svega tri mjeseca svoje službe. Početkom 17. stoljeća, biskup Würzburga dao je spaliti oko 900 ljudi, uključujući svog nećaka, devetnaest svećenika i veliki broj djece optužene za seksualne odnose s demonima. Nešto kasnije, između 1623. i 1633. biskup Bamberga dao je spaliti više od 600 vještica. Prema nekim izračunima, inkvizicija je unutar sto i pedeset godina spalila barem 30.000 navodnih vještica.

### Progoni vještica u Hrvatskoj
Magija je bila smatrana zločinom već u statutima srednjovjekovnih dalmatinskih i primorskih komuna u 13. stoljeću. U Korčulanskom statutu iz 1214. godine, u dvanaestom poglavlju O čarobnjaštvu piše:
| » | Tako određujemo i naređujemo da se ognjem spali žena ili muškarac, ako izvrši čarobnjaštvo ili zločin čaranja uslijed kojega ljudi mogu umrijeti ili izgubiti razum ili koji dio tijela, ako se može dokazati bar s dva sposobna muža da je netko od tog čarobnjaštva umro ili izgubio razum ili koji dio tijela. Ako (onaj protiv koga je čarobnjaštvo upravljeno) ne umre, ili ne izgubi razum ili koji dio tijela, neka se gospodin knez pobrine (da počinitelja kazni) posavjetovavši se s kim bude našao za shodno. Ako (onaj koji je izvršio čarobnjaštvo) pobjegne, neka je bespravan i neka izgubi čitav svoj imetak koji neka pripadne općini. | « |
|   | |   |

U Dubrovačkom statutu iz 1272. godine, u sedmom poglavlju O čarobnjaštvu piše:
| » | Neka se spali svaka osoba, koja čara ili počini zločin čarobnjaštva od kojeg netko može umrijeti ili izgubiti razum, a može se dokazati da je uslijed toga čarobnjaštva netko umro ili izgubio razum. Ako pak ne umre niti izgubi razum, neka se gospodin knez pobrine. Ako zločin čarobnjaštva ne bi bio dokazan, ali bi postojala sumnja da je izvršen, neka gospodin knez istraži taj zločin kako mu se bude svidjelo. | « |
|   | |   |

Jednako tome, u Splitskom statutu iz 1312. godine u osamdeset i sedmom poglavlju O čarobnjačkom umijeću navodi se:
| » | Isto tako je određeno da se nitko ne usudi baviti čarobnjačkim i vračarskim umijećima niti da ih nastoji vršiti. Onaj tko bi povrijedio ovu uredbu, neka se spali tako da umre. Ako takav nema sinova nasljednika, sva njegova dobra neka pripadnu splitskoj općini. No ako ima kćeri, polovica imetka neka pripadne kćerima, a druga polovica općini. | « |
|   | |   |

Početkom 17. stoljeća u hrvatske je procese protiv vještica doprijelo tadašnje europsko shvaćanje da su vještice udružene u tajnu sektu koja povremeno održava sastanke, nazvane sabatima na koje vještice lete namazane vještičjom mašću. Sastanci su se održavali u gluho doba noći, a kao mjesta sastajanja se u spisima najčešće spominju raskrižja puteva i obližnje planine (u Hrvatskoj su to najčešće Medvednica i Klek). Na sastancima su se vještice gostile raznim jelima i pićima, naročito gibanicom, a neke od njih su na strahovitoj torturi priznale čak da su jele i ljudsko meso. Vjerovalo se da tim gozbama prisustvuje i sam đavao, s kojim su vještice ponekad spolno općile. Vrag je bio opisan kao muškarac, a na torturama se navode i neka od njegovih brojnih imena: Primus, Matić, Markaj, Lucifer, Kralj, Silnjak, Gasperl itd.[nedostaje izvor]
Najveći broj dokumentiranih slučajeva progona vještica zabilježen je na teritoriju Kraljevine Hrvatske i Slavonije, od čega najviše s područja slobodnog kraljevskog grada Gradeca i utvrđenog crkvenog sjedišta Kaptola. Najstariji sačuvani izvor o suđenju zbog vještičarenja i magije na prostoru Gradeca zabilježen je 17. ožujka 1360. goidne, kada su dvije žene, Alica i Margareta, optužene za čaranje i vračanje. U razdoblju između 14. i 16. stoljeća sačuvani su sudski zapisi o suđenju trideset i sedam žena, od kojih je šesnaest spaljeno na lomači, četrnaest ih je oslobođeno, tri su protjerane, jedna je umrla u zatvoru, a trima je sudbina nepoznata. Optuženici su najčešće suđeni zbog bajanja, priprave čarobnog napitka, gatanja i crne magije, a u rjeđim slučajevima i zbog đavolskih umijeća.
Godine 1457. građanke Gradeca Margareta i Doroteja bile su optužene da su se bavile proricanjem sudbine. Utamničene su, ali su kasnije ipak oslobođene pod prijetnjom storge kazne ako ih se opet uhvati u vračanju. Iste godine su u kući Margarete pronađene neke ispisane čarolije, dječje glave, zlo korijenje i natpici, zbog čega je mučena i išibana te izgnana iz grada uz prijetnju pogubljenja ukoliko se ikada vrati. U isto vrijeme bila je optužena i Jela Rogačica pod optužbom da je kupala ženu svoga rođaka kako bi je zaštitila od njegova zlostavljanja. Mučena je i na mukama je sve priznala te je bila osuđena na spaljivanje na lomači, ali je u međuvremenu umrla u zatvoru od posljedica mučenja.
Godine 1486. spaljene su na lomači Jelena, supruga orača Petra, Margareta Zobaj i Orsa Precza zbog zločina vještičarenja. Prva je optužena da je spravljala otrovne pripravke i da je pokušala otrovati drvodjelju Martina, druga je optužena da je dala dvojici muškaraca da popiju pauka, a treća da je pokušala otrovati jednu ženu mišjim prahom.
U sudskom procesu u Varaždinskim Toplicama održanom 1585. godine, bile su optužene Katarina Kavničijan, Uršula Bešenić ui Doroteja Golub za čarobnjaštvo, proizvodnju vještičje masti, let na metli i bacanje uroka.
Povećanje broja suđenja za zločine vještičarenja u 17. stoljeću povezuje se s epidemijom kuge, kao i odluka provincijalnog crkvenog sinoda održanog u Trnavi 1611. godine na kojem je donesena odluka o obavezniom propovijedanju protiv čarobnjaštva na svakoj svetoj misi.
Godine 1758. hrvatsko-ugarska kraljica Marija Terezija (1740. – 1780.) zabranila je podizanje sudskih optužnica protiv optuženih za bavljenje magijom i vještičarenjem, bez izričitog caričinog dopuštenja.

## Vanjske poveznice
|  | Zajednički poslužitelj ima još gradiva o temi Vještičarstvo |

- Vještičarstvo Britannica (engl.)